# Interaktionsdesign
Interaktionsdesign oder Interaction Design (abgekürzt IxD, auch Interaktionsgestaltung) beschäftigt sich mit der Gestaltung von Mensch-Maschine-Schnittstellen.
Interaktionsdesign und Interfacedesign sind vergleichsweise junge Disziplinen des Mediendesign, die Ende der 1980er Jahre zur Gestaltung von grafischen Bedienoberflächen (GUI) ins Leben gerufen wurden.

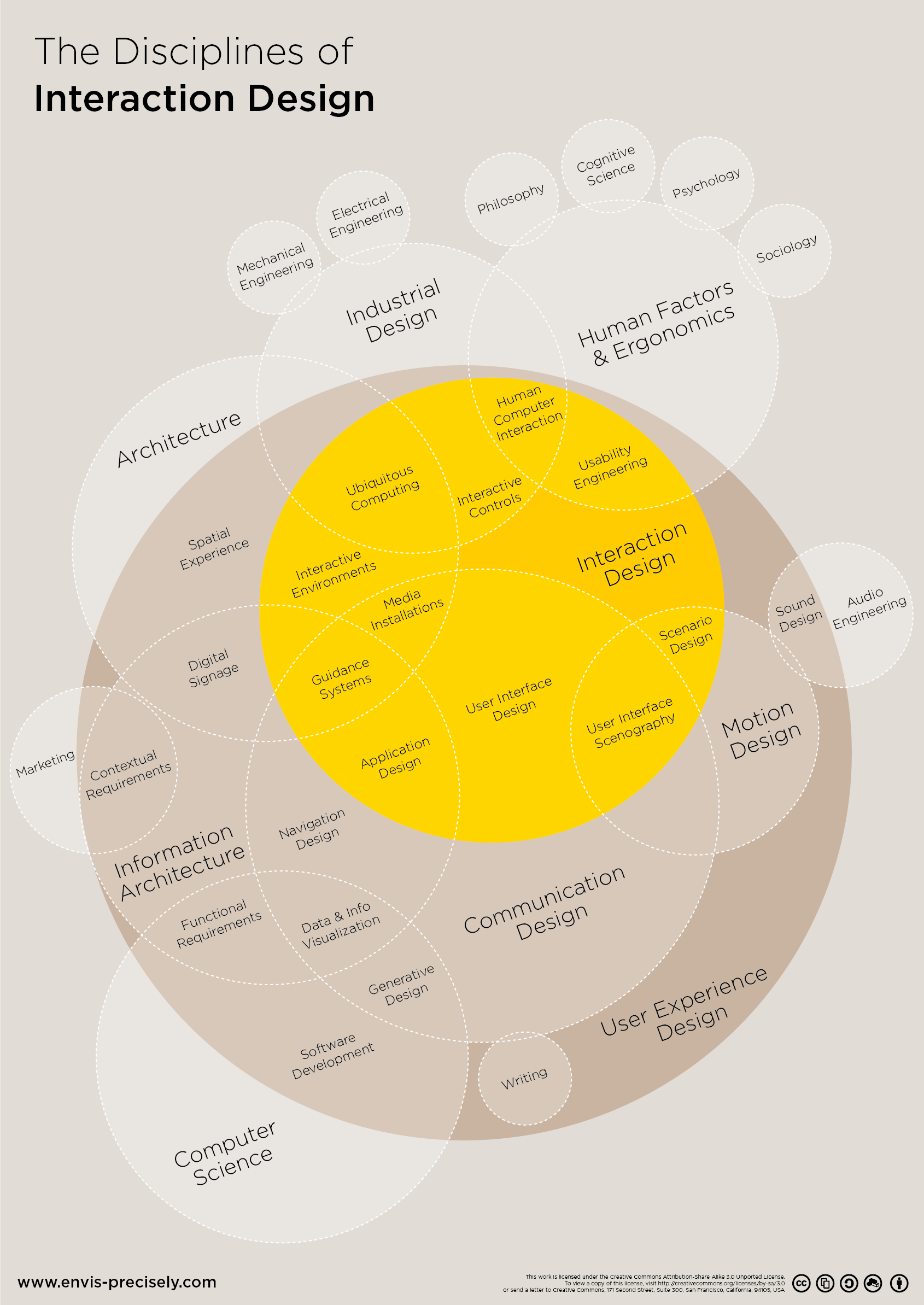
Bereich des Interaktionsdesigns

## Verbindung zuUser Interface Design
Interaction Design wird häufig mit Interfacedesign (auch Screendesign) oder dem User-Experience-Design in Verbindung gebracht. Dabei beschäftigt sich Interaction Design verstärkt mit der Entwicklung des Dialoges zwischen Mensch und Maschine (zum Beispiel Mobiltelefon, Navigationsgerät, Notebook) über einen gewissen Zeitraum hinweg. Beide Disziplinen sind schwer voneinander zu trennen, denn jeder Interaktionsdesigner entwickelt am Ende meist auch ein Interface. Dabei wird während des Designprozesses auf eine benutzerzentrierte Gestaltung der sogenannten User Experience Wert gelegt. Die Bedienoberfläche ist dabei ein Artefakt, das nicht zwingend visuell oder haptischer Art sein muss, sondern die dem Benutzer lediglich die Möglichkeit zur Interaktion bietet. Als konkretes Beispiel für die Interaktionsgestaltung kann hier ein interaktives Sprachausgabesystem gesehen werden, welches kein Interface Design (der nicht vorhandenen grafische Benutzeroberfläche) benötigt. Interface Design ist die Gestaltung der sensorischen Komponente innerhalb der Interaktion, sowie der Interaktion an sich.
Interaktivität ist dabei nicht an neue Technologien gebunden. Menschen interagieren untereinander seit jeher. Deshalb kann unter Interaction Design auch die Entwicklung von Lösungen für Dienstleistungen und Abläufe gesehen werden. Dabei haben zum Beispiel Produktdesigner wie Dieter Rams (Ex-Chefdesigner von Braun) bereits seit den 50er Jahren Interaktionen bei ihren Produkten (Taschenradio, Fernseher, Plattenspieler usw.) gestaltet, ohne diese Tätigkeit dabei als Interaction Design zu bezeichnen. Aufgrund der stetig steigenden Anforderungen an immer komplexer werdende Kommunikationssysteme der Moderne wurde die Errichtung einer darauf spezialisierten Designdisziplin notwendig.

## Wissenschaftliche Methoden
Interaction Designer verfolgen innerhalb ihres Designprozesses meist ähnliche Vorgehensweisen um eine Lösung, jedoch niemals die Lösung, für ein spezifisches Problem zu finden. Die Designer gestalten frühe Prototypen (Simulationen, interaktive Demos oder Bedienteile) um ihr Konzept weiterfolgend mit Hilfe von Benutzern auf ihre Anwendbarkeit hin zu überprüfen. Innerhalb der Interaktionsgestaltung gibt es somit sechs Hauptpunkte, die je nach Benutzer-Feedback und Häufigkeit der Iterationsstufen variieren kann.

### 1. Recherche
Über Observation, Gespräche, Fragebögen und vergleichbarer Anwendungen und Produkte versuchen die Designer ihren Benutzer und sein (sozio-kulturelles) Umfeld zu erkunden um mehr über ihn herauszufinden, um anschließend die beste Designlösung für die Problemstellung zu finden.

### 2. Analyse und Konzeption
Auf Grundlage der Recherche, neuester technologischer Möglichkeiten und betriebswirtschaftlicher Aspekte entwickeln Interaction Designer erste Konzepte für neue Software-Anwendungen, Endgeräte, Services und Systeme. Dieser Prozess erfordert häufig mehrere Durchgänge von Kreativitätstechniken (Brainstorming, semantische Intuition, Methode 635 etc.), Diskussionen und Verbesserungsvorschlägen. Um die Voraussetzungen und mögliche Einschränkungen der Benutzer verstehen zu können, entwerfen die Designer ca. 5 bis 10 Personas (Benutzerprofile) für ihr Konzept. Für diese Personas werden dann sogenannte Szenarien entwickelt, in die fiktive Benutzer eingesetzt werden. Weiterführend werden Anwendungsfälle (auch bekannt als Use Cases) definiert, in die anschließend die besten Personas eingesetzt werden. Diese Abläufe werden zunächst als Mock-ups festgehalten und später eventuell via Animation greifbarer gemacht, um sich den zukünftigen Interaktionsablauf des Benutzers mit dem Gerät oder der Anwendung vorstellen zu können.
Nach der Analyse der Benutzeranforderungen gestalten die Designer eine ausführliche Zusammenfassung, die alle Aspekte der Problemstellung berücksichtigt. Anschließend wird ein Vision Statement verfasst, in dem alle derzeitigen und zukünftigen Projektziele definiert werden. Diese Zieldefinition ist während des Projektverlaufs die grundlegende Aussage, auf die während der folgenden Projektphase immer wieder zurückgegriffen werden kann.

### 3. Kreation von Designvarianten und Evaluation
Nachdem eine klare Problemstellung definiert wurde, beginnt der Designer Varianten mit Hilfe von frühen Prototypen (Screenflows, Papierprototypen etc.) zu entwickeln, die Konzept und Idee stützen. Die vorgeschlagenen Lösungen werden im Nachhinein evaluiert. Dabei werden jeweils die besten Ergebnisse in einer Lösung neu angewendet. Das Resultat sollte nun möglichst viele der Anforderungen erfüllen. Werkzeuge zur Visualisierung der Zusammenhänge sind hierbei hierarchische Modelle oder Klassendiagramme.

### 4. Prototyping und Usability-Tests
Interaction Designer verwenden eine Reihe von Prototypen-Techniken, um ihr Konzept zu überprüfen. Diese können grob in drei Kategorien eingeteilt werden. Die einen sollen die Aufgabe und Funktion des Produktes widerspiegeln, andere zielen darauf ab, das Look and Feel erlebbar werden zu lassen und letztere wiederum sollen die Realisierbarkeit der Anwendung aufzeigen. Prototypen können physisch oder digital, skizzenhaft oder äußerst detailliert ausgestaltet sein. Dabei gibt es horizontale Prototypen, welche die Funktionsvielfalt der Anwendung aufzeigen oder vertikale Prototypen, welche die Tiefe der Anwendung aufzeigen lassen.

### 5. Implementierung und Umsetzung
Interaction Designer müssen während der Umsetzung (zum Beispiel von Programmierern, Medientechnikern und Elektroingenieuren) im Prozess integriert sein, um die richtige Umsetzung ihrer Konzeption zu überwachen. Oft treten innerhalb dieser Projektphase noch Änderungen auf, die vom Designer umgehend umgesetzt werden müssen. Des Weiteren muss der Designer über jede Änderung informiert werden.

### 6. Abschließender Testlauf
Nachdem die Anwendung oder das Gerät entstanden ist, folgt oft eine weitere Testrunde (Usability- und Bug-Testing). Im Idealfall überwacht der Interaction Designer diesen Prozess, um notwendige Modifikationen vornehmen zu können.

## Weitere Schwerpunkte der Interaktionsgestaltung

### Soziale Interaktionsgestaltung
Social Interaction Design (SxD) nimmt aufgrund der sich immer weiter ausweitenden Vernetzung von computergestützten Medien zu. Mobile Endgeräte, Navigationsgeräte und andere digitale Helferlein, von Computern bis hin zu Spielekonsolen, erleichtern die Möglichkeit, mit anderen Personen weltweit jederzeit und überall zu kommunizieren. Social Interaction Design beschäftigt sich mit der Interaktion zwischen Benutzern und ihren Geräten, sowie mit der Interaktion von Benutzern untereinander. Die Dynamik, die sich während einer zwischenmenschlichen Kommunikation (egal ob gesprochen oder schriftlich geführt) entwickelt und die Pragmatik, mit der eine Diskussion und Interaktion geführt werden, sind nun auch Problemstellungen, die bei der Benutzung von sozial-vernetzten Technologien berücksichtigt werden müssen. Diese Faktoren wurden bis jetzt nur unzureichend in der Theorie der rationalen Entscheidung von den Kognitionswissenschaften und der Soziologie, Psychologie und Anthropologie beschrieben.

### Emotionale Interaktionsgestaltung
Während des gesamten Designprozesses müssen Interaction Designer nicht nur auf die reine Usability achten. Viel mehr geht es darum, den Benutzer nicht nur rational, sondern auch emotional anzusprechen. Die Nachfrage nach Geräten, bei denen die Interaktion anstatt Frust Freude aufkommen lässt, ist entscheidend für den Erfolg eines Produktes. Um die Emotion des Benutzers ansprechen zu können, spielen unter anderem positive, negative, motivierende, assistierende, lernende, kreative, soziale und überzeugende Aspekte eine Rolle. Zur Veranschaulichung dieser Aspekte bedarf es eines besonders ausdrucksstarken Interfaces, welches zum Beispiel im Screen Design über dynamische Icons, Animationen und Audioeinblendungen gegeben werden kann. Diese sollen helfen, den derzeitigen Status des Systems zu vermitteln und dem Benutzer das Gefühl geben, Herr der Lage zu sein. Ein klassisches Beispiel ist die Minimierung eines Fensters in Apples Betriebssystem macOS. Durch eine kurze, trichterförmige Verkleinerung des Fensters zur Ablage hin wird dem Benutzer dargestellt, dass sein Fenster nun in minimierter Form im Dock liegt. Dieses Detail ist ästhetisch animiert und hilft dem Benutzer den Vorgang nachvollziehbarer werden zu lassen. Genau diese Designdetails lassen ein Gerät oder eine Anwendung begehrenswert erscheinen (Charles Eames: „The details are not the details, the details are the design“). Auch Designparameter wie Schriftart, Farbigkeit, Form, Größe, Helligkeit etc. haben einen Einfluss darauf, ob das Produkt emotional positiv wahrgenommen wird. Studien haben bewiesen, dass emotionale Aspekte die Benutzerfreundlichkeit von Produkten entscheidend beeinflussen. Theorien wie das „emotional design model“ von Don Norman, Patrick Jordans „pleasure model“ und McCarthy and Wrights „technology as experience framework“ beschäftigten sich bereits mit dem emotionalen Aspekt bei der Gestaltung interaktiver Artefakte.

### Klangliche Interaktionsgestaltung
Sonic Interaction Design ist das Studium und die Nutzung von Klang als Kommunikationskanal, der Informationen, Bedeutung und ästhetische / emotionale Inhalte in interaktiven Kontexten vermittelt. Es ist die Schnittstelle zwischen Interaktionsdesign und Computermusik und verwendet Klang in diesem Kontext sowohl als Anzeige als auch als Eingabemedium.

## Geschichte
Der Begriff Interaction Design wurde zuerst von Bill Moggridge und Bill Verplank Ende der 80er Jahre erwähnt. Für Verplank war es eine Adaption des computerwissenschaftlichen Begriffes User Interface Design durch die Industriedesigner. Für Moggridge war es eine Verbesserung von soft-face, einem Begriff, den er 1984 anbrachte, um die Gestaltung von Produkten mit integrierter Software zu beschreiben (Moggridge 2006).
Gillian Crampton-Smith etablierte 1989 den Master-Studiengang Interaction Design am Royal College of Art in London (zuvor als „computer-related design“ bezeichnet und mittlerweile bekannt als „design interactions“). 2001 war sie bei der Entstehung des Interaction Design Institute Ivrea beteiligt. Eine kleine Hochschule im nördlichen Italien, die sich ausschließlich mit Interaction Design beschäftigte. Eines der populärsten Produkte, die aus diesem Studiengang hervorgingen, ist zum Beispiel der Mikrocontroller Arduino, der nach dem einzigen Lokal im Ort benannt wurde. Die Domus-Akademie kaufte im Oktober 2005 das Institut auf und verlegte ihren Sitz nach Mailand, aber von den damaligen Lehrenden befinden sich dort keine mehr. Dafür haben seit dem viele andere Hochschulen weltweit Interaction-Design-Studiengänge etabliert. So kann man in Deutschland an der Hochschule für Gestaltung in Schwäbisch Gmünd im Studiengang Interaktionsgestaltung oder an der FH Potsdam im Studiengang Interface Design seinen Bachelor of Arts erwerben oder an der Hochschule Furtwangen den Master of Arts im Studiengang „Design Interaktiver Medien“ erhalten. Am Copenhagen Institute of Interaction Design (CIID, Dänemark) und am Umeå Institute of Design (UID, Schweden) wurden seit kurzem auch Masterstudiengänge eingerichtet.

## Fachhochschulen und Universitäten mit SchwerpunktInteraction Design

### Bachelor-Studienprogramme für Interaction Design
- B.A. Interaction Design (Mediendesign) – an der SRH Hochschule der populären Künste (hdpk) in Berlin, Deutschland
- Interaktive Medien  – an der Hochschule Augsburg, Deutschland
- Interaction Design (B.A.) – Berliner Technische Kunsthochschule
- B.A. Digitale Medien an der Hochschule für Künste Bremen, Deutschland
- Interactive Media Design (B.A.) – an der Hochschule Darmstadt
- Interaction Design – Hochschule für angewandte Wissenschaften München
- Media & Interaction Design – Hochschule Osnabrück
- Interface Design – Interaction Design Lab, Fachhochschule Potsdam
- Interaction Design im B.A. Industrial Design – Hochschule Magdeburg-Stendal
- Interaktionsgestaltung – HfG Schwäbisch Gmünd
- Interface Design (B.A.) – Merz Akademie – Hochschule für Gestaltung Stuttgart
- Mensch-Computer-Systeme – Universität Würzburg
- Kombi-B.A. Design Interaktiver Medien – Bergische Universität Wuppertal
- B.A. Interaction Design – Zürcher Hochschule der Künste

### Bachelor-Studienprogramme mit Möglichkeit der Vertiefung in Interaction Design
- Studienschwerpunkt Interaction Design – HAWK Fachhochschule Hildesheim/Holzminden/Göttingen
- Interface Design „Interface Design“ und „Interaction Design“ innerhalb des Mediendesign-Studiengangs der Hochschule Hof
- „Human-Computer Interaction“ im BSc Studiengang „Computer and Information Science“ – Universität Konstanz
- Informationsdesign (B.A.) – HdM Stuttgart

### Master-Studienprogramme in Deutschland
- M.A. Interaktive Mediensysteme an der Hochschule Augsburg
- M.A. Digitale Medien an der Hochschule für Künste Bremen
- M.Sc. Applied Cognition and Media Science, Human Computer Interaction Specialization -Universität Duisburg-Essen
- M.A. Design Interaktiver Medien – Hochschule Furtwangen
- „Human-Computer Interaction“ im MSc Studiengang „Computer and Information Science“ – Universität Konstanz
- M.A. Interface Design – Muthesius Kunsthochschule Kiel
- M.Sc. Mensch-Computer-Interaktion – Ludwig-Maximilians-Universität München
- Masterstudiengang mit den Studienrichtungen Kommunikationsdesign, Produktdesign, Interfacedesign im FB Design der FH Potsdam
- M.A. Interaction Design – Hochschule Magdeburg-Stendal
- M.Sc. Human Computer Interaction – Julius-Maximilians-Universität Würzburg[10]
- M.A. Human Computer Interaction – Universität Siegen

### Master-Studienprogramme außerhalb Deutschlands
- Master of Interaction Design – Media Design School, Auckland, Neuseeland
- M.Sc. Interaction Design – Chalmers University of Technology, Schweden
- M.Sc. Interactive Media – FH Oberösterreich, Campus Hagenberg, Österreich
- M.A. Programme Communication-, Media-, Sound- & Interaction Design – FH Joanneum, Graz, Österreich
- M.A. in Interaction Design – Interaction Design Centre, University of Limerick, Irland
- M.A. Design Interactions – Royal College of Art (RCA), London, UK
- M.A. Interaction Design – School of Arts and Communication (K3), Malmö University, Schweden
- M.A. Media Design – Art Center College of Design (ACCD), Pasadena, USA
- Master of Design in Interaction Design – School of Design, Carnegie Mellon University, Pittsburgh, USA
- M.A. Design for Digital Media – University of Portsmouth (School of Art and Design), Portsmouth, UK
- Master of Advanced Studies in Human Computer Interaction Design Interdisziplinäres & berufsbegleitendes Studium an den Hochschulen Rapperswil & Basel, Schweiz
- M.A. Interaction Design – University of Sydney, Australien
- M.A. Interaction Design – Designhochschule Umeå, Universität Umeå, Schweden
- EMMA MA-ID – European Media Masters in Interaction Design – University for Art and Design Utrecht, Niederlande
- M.A. Interaction Design – Zürcher Hochschule der Künste, Schweiz
- M.A. Interaction Design – Estonian Academy Of Arts (EKA), Tallinn, Estland

### Andere
- Copenhagen Institute of Interaction Design (CIID)
- Interactive Telecommunications Programme – Tisch School of the Arts
- Interactive Product Futures – Ravensbourne College of Design and Communication
- Experience Design Institut
- Aalto University, Otaniemi, Finland, Human Computer Interaction and Design